# Guillaume Bruère
Guillaume Bruère es un pintor y escultor francés afincado en Berlín.

## Biografía
Estudió en la École des Beaux-Arts de Nantes y la École européenne supérieure de l'image de Poitiers. Durante casi diez años el artista ha dibujado en numerosos museos como el Louvre, la Pinacoteca Antigua de Múnich, la Gemäldegalerie de Berlín o la Kunsthaus Zürich. Su prolífico trabajo incluye pinturas, dibujos, esculturas y performances, al que se le ha llamado “dibujante extremo”. Se diría que la pintura se apoderaba de su espíritu, poniéndole en un trance en el que esta lo manejase como a una marioneta. Y, en este trance, el artista parece atender el dictado de una conexión energética con la obra pictórica que le es ajena al resto de los mortales.

## Exposiciones (selección)[3]

### Exposiciones individuales
2021: DEAD & ALIVE. Alte Meister, KULTUM, Graz, Austria.
2020: Portraits de cette histoire, le CENTQUATRE, Paris, Francia.
2019: Guillaume Bruère, Kunsthaus Zurich, Zúrich, Suiza.
2019: Dibujos en el museo, Museo Lázaro Galdiano, Madrid, España.
2019: Guillaume Bruère dibuja el Apostolado del Greco, Museo El Greco, Toledo, España.
2016: Über den Unterschied der Gesichtszüge des Menschen, Schadow-Haus Bundestag, Berlín, Alemania.
2016: Portaits of Refugees, Museo Histórico Alemán, Berlín, Alemania.
2015: François 1er illimité, Castillo de Chambord, Chambord, Francia.
2012: GIOM Tausendfüßler, MARTa Herford, Herford, Alemania.

### Exposiciones colectivas
2020: In the Picture: Portraying the Artist, Museo Van Gogh, Ámsterdam, Países Bajos.
2020: Picasso, Baigneuses et Baigneurs, Museo de Bellas Artes, Lyon, Francia.
2018: Chefs-d'œuvre!, Museo Picasso de Paris, Francia.
2018: Glaube, Liebe, Hoffnung, Kunsthaus Graz, Austria.
2014: Van Gogh Live! Fundación Vincent Van Gogh Arles, Arles, Francia.
2013: Visionen, Marta Herford, Herford, Alemania.
2006: Peintures / Malerei, Martin-Gropius-Bau, Berlín, Alemania.

## Colecciones públicas (selección)
Suiza
Kunsthaus Zürich
Alemania
Bundeskunstsammlung
Kunstsammlung des Deutschen Bundestages
Marta Herford, Herford
Museum Kunstpalast, Düsseldorf
Kunstmuseum Stuttgart
Staatliche Kunsthalle Karlsruhe
Städtisches Museum Zwickau
Francia
Fúndación Vincent Van Gogh Arles, Arles
Castillo de Chambord, Chambord
Museo de Bellas Artes Eugène Leroy, Tourcoing
Austria
KULTUM Graz
Salzburg Museum
Stift Admont

## Premios y residencias (selección)

### Premios
Premio de la Fundación Conrad Ferdinand Meyer (2019)
Premio de la Fundación Hans-Platschek (2013)

### Residencias
Museo Picasso, Antibes  (2019)
CENTQUATRE, Paris (2013)
Fundación Vincent Van Gogh Arles, Arles  (2013)

## Links
Sitio web oficial
Guillaume Bruère YouTube
Guillaume Bruère Kunsthaus Zurich Archivado el 19 de abril de 2021 en Wayback Machine.
Guillaume Bruère Marta Herford Archivado el 19 de abril de 2021 en Wayback Machine.
Guillaume Bruère Fúndación Vincent Van Gogh Arles